# Lincoln Burrows
Lincoln Burrows az amerikai Szökés című sorozat egyik főszereplője, akit Dominic Purcell alakít. A sorozat első évadának fő cselekményszála Lincoln felültetéséről szól, miszerint megölte az alelnök bátyját, Terrence Steadmant, valamint, hogy az öccse, Michael hogyan is akarja megszöktetni őt a börtönből.
Mint a sorozat másik főszereplője, Lincoln eddig az összes epizódban szerepelt. A testvérek kapcsolatát teljes mértékben megismerhetjük az évadok folyamán. A sorozat producere, Paul Scheuring egy interjúban elmondta, hogy nagyon nehéz volt megtalálni a két főszereplő személyét. Dominic Purcellt mindössze három nappal az első évad premierjének forgatása előtt választották ki Lincoln szerepére.

## Háttér
Amikor Lincoln édesanyja meghalt, apja pedig elhagyta őket, öccsének, Michaelnek lett az "őrzője". Miután kicsapták az ohiói Morgan Park középiskolából, Chicagóba ment, hogy új életet kezdjen. Mielőtt az alelnök bátyjának meggyilkolásával megvádolták volna, olyan kisebb bűntényekben vett részt, mint lopás és kábítószer-birtoklás. Lisa Rixtől született egy fia, Lincoln Burrows Jr. (akit gyakran „LJ”-nek hív – kiejtése: eldzséj).
Amikor Michael 18 éves lett, Linc 90 000 dollárt kért kölcsön az alvilági hitelezőitől, hogy öccse egyetemre mehessen, ám Michaelnek azt mondta, anyjuk életbiztosításának részét adja oda. Azonban nem volt semmilyen életbiztosítás és mivel a pénzt nem tudta visszafizetni, ez volt a kezdete azoknak az eseményeknek, melyek Lincolnt a halálbüntetés vádjáig vitték, mint kiderült az első évad A múlt árnyai című visszaemlékezős epizódjából. Lincoln önfeláldozása késztette Michaelt a szöktetési terv végrehajtására, amikor erről tudomást szerzett. Addig ellenszenvvel és megvetéssel viseltetett bátyja viselkedése iránt.

## Szereplések

### Első évad
Lincolnt Terrence Steadman gyilkosaként ismerhetjük meg, aki a kivégzésére vár a Fox Riverben. Minden vádpontban bűnösnek találták, a fellebbezéseit visszautasították. A kivégzés időpontját 2005. május 11-re tűzték ki.
Miután Michael is bekerült a börtönbe, Lincoln bekerül börtönmunkára, ahol minden nap találkozik öccsével. Keményen dolgozik, hogy kijuthasson, ám egy alkalommal leüt egy őrt, nehogy rátaláljanak az őrök szobáján ásott lyukra. Mikor egy busszal őrizet alatt szállítják, a CÉG egyik embere, Paul Kellerman próbálja őt megölni. Ekkor apja, Aldo Burrows menti meg és elmeséli, miért őt ültették fel Steadman meggyilkolásával. Miután visszakerül a Fox Riverbe, társaival együtt sikeresen megszökik a börtönből.

### Második évad
A szökés után öccsével együtt menekül a hatóságok elől, majd Westmoreland pénze után kutat. Később megtudja, hogy LJ-t szabadon engedik, így különválik Michaeltől és felveszi a fiát, de kénytelen különválni tőle, majd az apját is megölik. Miután megszereznek egy felvételt, ami felmenthetné őt, megtudja egy szakértőtől: mivel ez csak másolat, nem tudnak vele mit kezdeni. Michael és Linc azonban megzsarolják vele az elnökasszonyt, ám hiába. Mivel nincs más esélyük, Panamába menekülnek, de oda is követi őket a CÉG. Michaelt elfogják, viszont Paul Kellerman vallomása alapján Lincoln összes vádját ejtik.

### Harmadik évad
LJ-t és Sarát elfogja a CÉG, majd megzsarolják Lincolnt: amennyiben Michael nem szöktet meg 1 hét alatt egy James Whistler nevű rabot a Sonából, végeznek a túszokkal. Lincolnt egy Gretchen Morgan nevű nő látja el információkkal a szöktetés menetét illetően. Lincoln találkozik Whistler barátnőjével, Sofia Lugóval, aki felajánlja a segítségét. Lincoln kideríti, hol tartják fogva Sarát, valamint LJ-t és oda is megy, de elkésik, így nem sikerül kiszabadítania a foglyokat. A CÉG figyelmeztetésképpen megöli Sarát és a fejét elküldi egy dobozban Lincolnnak, hogy meggyőzzék: soha többet ne próbálkozzon. Lincoln nem meri elárulni öccsének Sara halálát, mert fél, hogy az öccse nem kezd a szöktetésbe. Lincoln Sucréval is összetalálkozik, aki mindenben segít neki, hogy Michaelék mielőbb kijussanak a Sonából. Lincoln és Sucre megpróbálja kiszabadítani LJ-t, de ismét kudarcot vallanak. Lincoln nem tudja tovább eltitkolni öccse elől Sara halálát, akit nagyon bántott, hogy testvére ennyire nem bízott benne. Később a CÉG Lincoln, Sucre és Sofia életére tör, de élve megússzák. Később Sofia a CÉG fogságába esik. Ezek után Lincoln áramszünetet okoz a Sonában, hogy Michaelék meg tudjanak szökni. A szökés után a tengerparton találkozik a szökevényekkel, majd egy hajóval menekülnek a hatóságok elől. Később Lincoln végezni akar Mahone-nal, hogy megbosszulja apja halálát, de az elmenekül és Whistler is. Lincoln és Michael Whistler után erednek, majd miután elkapják, visszacserélik a CÉG-el LJ-re és Sofiára. Lincoln Panamában marad LJ-vel és Sofiával, míg Michael elindul, hogy megbosszulja Sara halálát.

### Negyedik évad
Lincoln Panamában van az évad első részében, Sofiával és LJ-vel. Miután a CÉG egyik embere az életükre tör, Lincoln megöli a fickót, ezért letartóztatják és Los Angelesbe szállítják. Ott újra találkozik testvérével, Michaellel. Úgy döntenek, csatlakoznak a CÉG lebuktatására létrehozott csapathoz, vagyis: Sucréhoz, Bellickhez, Mahone-hoz, Sarához, Selfhez és Rolandhoz.
Egy bizonyos Scylla nevű merevlemezt kell megszerezniük, melyen Self ügynök állítása szerint minden információ rajta van, ami a CÉG megbuktatásához szükséges. Később kiderül, hogy nem egy, hanem hat merevlemezt kell megszerezniük, amikből végül összeáll majd a Scylla. Egy alkalommal rendőrök közé vegyülnek, lóversenypályára mennek, de még Las Vegasba is eljutnak. Miután Lincoln megtudja, hogy Mahone fiát megölte Wyatt, megbocsát a férfinak és megígéri, hogy segít neki megtalálni a gyilkost. Lincoln és a csapat többi tagja sikeresen megszerez öt kártyát, majd a hatodikat is megkísérlik, amit maga Jonatan Krantz, a CÉG tábornoka őriz, azonban ez végül nem sikerül. Az évad folyamán kiderül, hogy Michaelnek rosszindulatú daganat van az agyában, amit sürgősen meg kell operálni. Michael azonban addig nem hajlandó kórházba menni, amíg nincs náluk a Scylla. A merevlemezek megszerzése során több csapattagot is elvesztenek, köztük Rolandot és Bellicket. A csapat a GATE nevű cég alatt bejut a CÉG főhadiszállására, megszerzi az utolsó kártyát. Kiderül, hogy a kártyák valójában csak kulcsok a Scyllához. Miután a Scyllát is megszerzik, megzsarolják Krantzot, így végül sikeresen kijutnak az épületből a Scyllával együtt.
Később Self elárulja a csapatot és megpróbálja eladni a Scyllát. A csapat nem tudja visszaszerezni, ráadásul Michaelt elkapja a CÉG. Lincoln elmegy Krantzhoz, akivel alkut köt. Michaelből végül kioperálja a CÉG a tumort, cserébe Lincolnnak vissza kell szereznie a Scyllát. Sucre úgy dönt, kiszáll, ezért elköszön Lincolntól és elmegy. Lincolnnak Gretchennel, Zsebessel és Selffel kell társulnia a Scylla visszaszerzése érdekében, akikkel végül elmegy Miamibe, ahol a Scylla is van. Nem sikerül megszerezniük, Gretchent pedig lelövik. Lincoln, Zsebes és Self elmenekülnek a helyszínről.